# Хохкирх
Хохкирх или Бу́кецы (нем. Hochkirch; в.-луж. Bukecy) — коммуна в Германии, в земле Саксония. Подчиняется административному округу Дрезден. Входит в состав района Баутцен. Население составляет 2475 человек (на 31 декабря 2010 года). Занимает площадь 41,73 км².
Хохкирх приобрёл известность благодаря произошедшему здесь 14 октября 1758 года сражению Семилетней войны между прусскими и австрийскими войсками.
Входит в состав культурно-территориальной автономии «Лужицкая поселенческая область», на территории которой действуют законодательные акты земель Саксонии и Бранденбурга, содействующие сохранению лужицких языков и культуры лужичан. Официальным языком в населённом пункте, помимо немецкого, является лужицкий.

## Сельские округа
Коммуна подразделяется на 18 сельских округов.
- Брайтендорф (Wujezd)
- Вавиц (Wawicy)
- Вюшке (Wuježk pod Čornobohom)
- Зорнсиг (Žornosyki)
- Кольвеза (Kołwaz)
- Купприц (Koporcy)
- Лен (Lejno)
- Мешвиц (Mješicy)
- Нитен (Něćin)
- Нойкупприц (Nowe Koporcy)
- Нойвюшке (Nowy Wuježk)
- Плотцен (Błócany)
- Поммриц (Pomorcy)
- Родевиц (Rodecy)
- Хохкирх (Bukecy)
- Чорна (Čornjow)
- Штайндёрфель (Trjebjeńca)
- Яуэрник (Jawornik)